# (3715) Štohl
(3715) Štohl – planetoida z pasa głównego asteroid okrążająca Słońce w ciągu 3 lat i 192 dni w średniej odległości 2,32 j.a. Została odkryta 19 lutego 1980 roku w Obserwatorium Kleť w pobliżu Czeskich Budziejowic przez Antonína Mrkosa. Nazwa planetoidy pochodzi od Jána Štohla (1932–1993), słowackiego astronoma. Przed jej nadaniem planetoida nosiła oznaczenie tymczasowe (3715) 1980 DS.